# Huacachina
La laguna de Huacachina (en quechua: huáccac cachi = ''la que llora sal'' o huáccacchine= ''hago llorar'') es un gran oasis de aguas sulfurosas ubicado a cinco kilómetros al oeste del departamento peruano Ica, en medio del desierto costero del océano Pacífico. De aguas color verde, surgió debido al afloramiento de corrientes subterráneas y alrededor de ella hay una abundante vegetación compuesta de palmeras, eucaliptos (especies introducidas) y la especie de algarrobo conocida como huarango, la que sirve para el descanso de las aves voladoras que pasan por esta región. 

## Historia
Su atractivo como paraíso natural, el cálido clima de todo el año y el poder curativo atribuido a sus aguas (antaño ricas en sustancias sulfurosas y salinas) hicieron que Huacachina se convirtiera, alrededor de 1960, en uno de los más importantes y exclusivos balnearios peruanos de entonces.  
Se construyeron casas y hoteles, se levantó un malecón alrededor de la laguna, con barandas, alamedas y vestidores para bañistas. Incluso se asfaltó el camino que une la laguna con la ciudad de Ica, que se sembró de ficus, acacias y huarangos.  

## Leyenda de Huacachina
Cuenta la leyenda que hubo una vez una hermosa princesa llamada Huacca China. Era una bella mujer, pretendida por los hombres de la ciudad a los que ella no correspondía. Solía bañarse en un sitio alejado junto a un árbol; era un lugar que nadie conocía. Hasta que un día, al bañarse, pudo ver en su espejo a un foráneo que la observaba y él decidió acercarse. 

Asustada, la doncella comenzó a correr hasta que su vestimenta se quedó enredada en un árbol y se convirtió en dunas; ella seguía corriendo hasta que volvió a tropezar y su espejo se quebró en pedazos, convirtiéndose en laguna, donde ella se sumergió y se quedó transformada en sirena. Todas las noches sale a llorar su mala fortuna y cuenta la leyenda que en represalia, salía en las noches a sorprender a los extranjeros, encandilarlos y ahogarlos en el fondo de la laguna. En la actualidad, varios extranjeros han fallecido, cobrando fuerza la leyenda de la sirena. Huacca China significa "la mujer que llora".

Vista panorámica del lago

## Atractivos turísticos
Existen diversos tipos de atractivos que se realizan en la Huacachina, estos son:
Entre los  meses de febrero y marzo, se puede apreciar el máximo esplendor del verdor de la vegetación de este oasis. Esta es la temporada en que recibe más turistas, quienes no resisten dar un paseo en bote por la laguna.
- Tubulares. Es uno de los principales atractivos debido a la adrenalina y emociones que produce.
- Paseo sobre la laguna. Principalmente para relajarse y observar la vida que alberga este lugar.
- Caminatas. Se dan principalmente como practica de ejercicios es preferible que se haga en las tardes.
- Sandboard